# Attentatet mot Curtis Culwell Center
Attentatet mot Curtis Culwell Center var ett jihadistiskt attentat mot en utställning av Muhammedteckningar arrangerad av den antimuslimska hatgruppen American Freedom Defense Initiative den 3 maj 2015. Den holländske politikern Geert Wilders var inbjuden.
En av gärningsmännen publicerade en skrift på Twitter, där han utgav sig för att vara en helig krigare. Omkring 200 personer befann sig på utställningen vid sjutiden på kvällen när de båda gärningsmännen körde till centrets avspärrning. De öppnade eld mot ett polisfordon varvid en säkerhetsvakt i fordonet sårades i underbenet. I det beskjutna fordonet fanns även en polis som sköt tillbaka och sårade gärningsmännen. De båda gärningsmännen dödades senare av fyra poliser i en SWAT-enhet. Islamiska staten (IS) tog på sig skulden för attacken, men säkra bevis för att IS organiserat attacken har aldrig uppdagats, utan myndigheter anser att attacken inspirerats men inte organiserats av IS.